# Comitato Olimpico Bulgaro
Il Comitato Olimpico Bulgaro (noto anche come Български олимпийски комитет in bulgaro) è un'organizzazione sportiva bulgara, nata il 30 marzo 1923 a Sofia, Bulgaria.
Rappresenta questa nazione presso il Comitato Olimpico Internazionale (CIO) dal 1924 ed ha lo scopo di curare l'organizzazione ed il potenziamento dello sport in Bulgaria e, in particolare, la preparazione degli atleti bulgari, per consentire loro la partecipazione ai Giochi olimpici. Il comitato, inoltre, fa parte dei Comitati Olimpici Europei.
L'attuale presidente dell'organizzazione è Stefka Kostadinova, mentre la carica di segretario generale è occupata da Belcho Goranov.
Partecipò alle Olimpiadi fin dai primi giochi olimpici di Atene del 1896; prese parte a tutte le manifestazioni olimpici, eccezion fatta per il periodo tra il 1944 al 1952.

## Presidenti del Comitato Olimpico Bulgaro
- Eftim Kitanchev (1923-1925)
- Dimitar Stanchov (1925-1929)
- Velizar Lozanov (1929-1941)
- Rashko Atanasov (1941-1944)
- Vladimir Stoychev (1952-1982)
- Ivan Slavkov (1982-2005)
- Stefka Kostadinova (2005-)